# Dalarnas länsarkiv

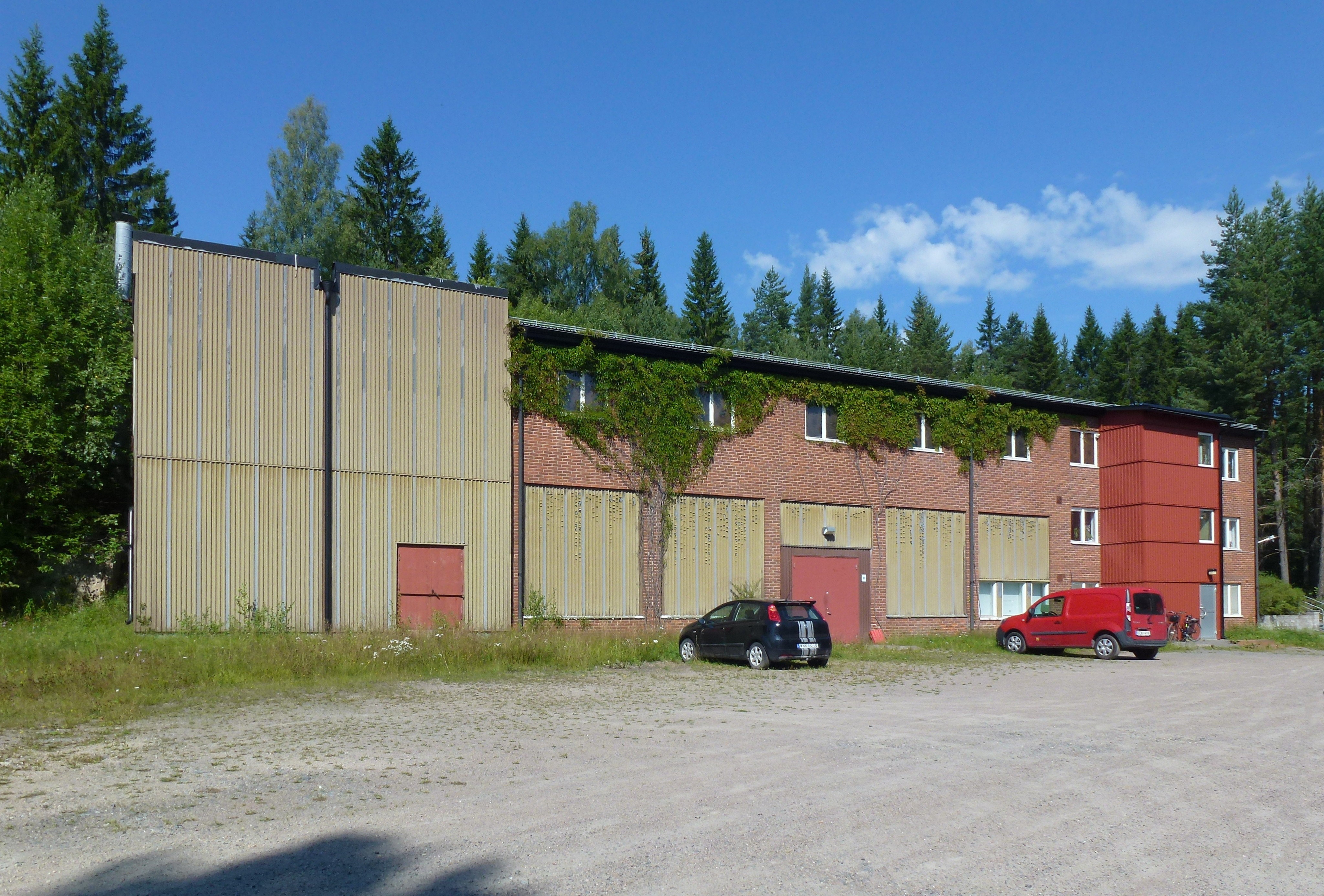
Landstingsarkivet Dalarna i Håksberg, 2014.

Dalarnas länsarkiv är ett arkiv beläget vid Malmvägen 3 i Håksbergsgruvans före detta gruvstuga, cirka fyra kilometer norr om Ludvika i Ludvika kommun, Dalarnas län. I arkivet förvaras främst journalhandlingar landstinget Dalarna. Länsarkivet fungerar även som ett slutarkiv för Ludvika kommun och enskilda arkiv från på gruv- och bruksnäringen från 1600-talet fram till 1900-talet.

## Verksamhet
Verksamheten bedrivs av Region Dalarna på uppdrag av regionens arkivmyndighet. Arkivet tar emot och tillhandahåller handlingar från främst Region Dalarna men även Ludvika kommun och enskilda personer respektive företag. Arkivet bevarar, vårdar och säkrar en stor mängd dokument samt bedriver tillsyn och utbildningsverksamhet i arkivfrågor inom regionen. Arkivet har varje vardag öppet för allmänheten och det finns forskarsal för forskning. Totalt finns strax under 20 000 hyllmeter arkivhandlingar. Länsarkivet har handikappsanpassats med hiss och entré. Det finns även ett konferensrum för 14 personer.